# Haus Kuhfuß

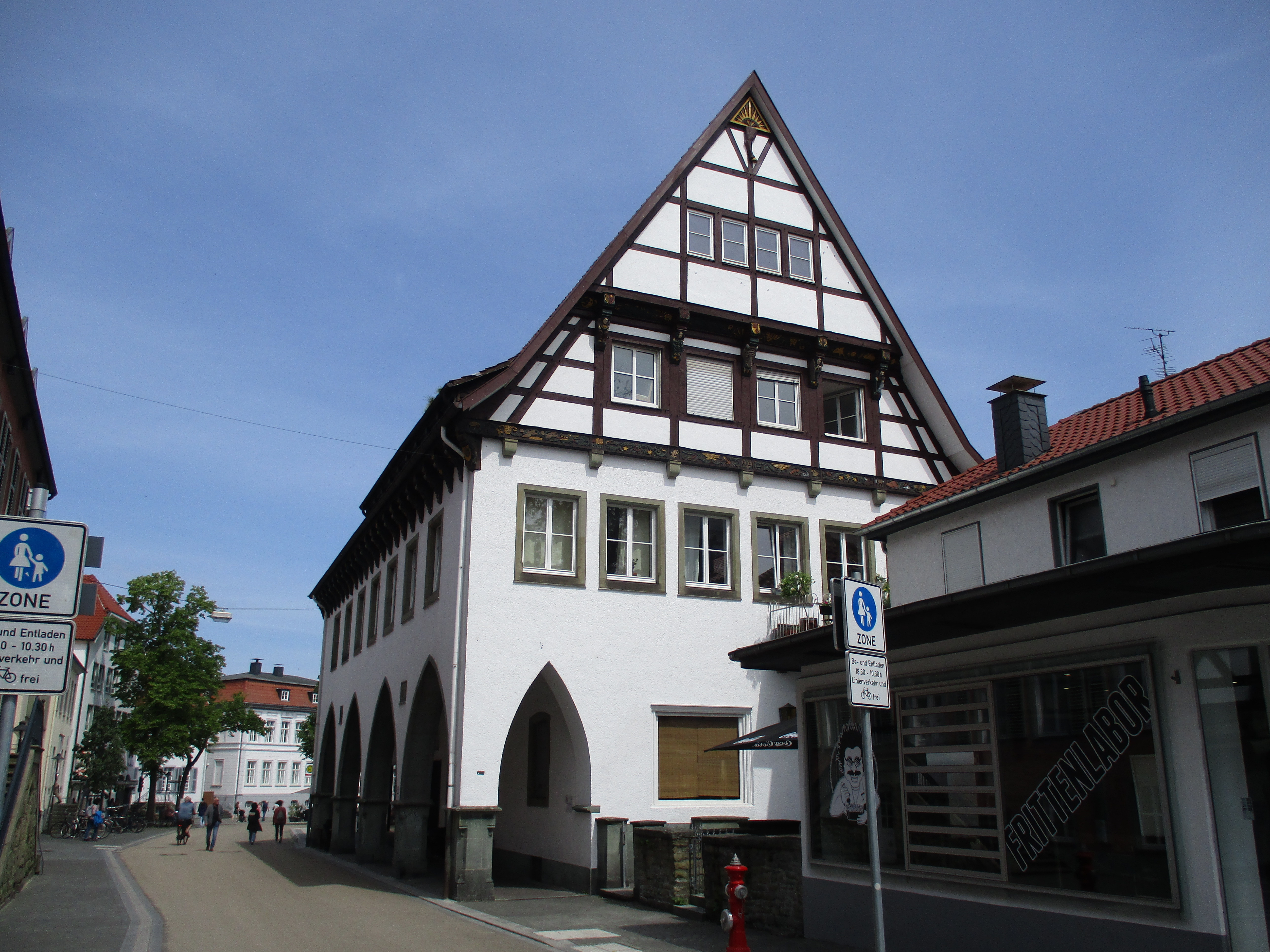
Haus Kuhfuß in Soest

Das Haus Kuhfuß, auch Haus Husemeyer genannt, ist ein denkmalgeschütztes Wohn- und Geschäftshaus an der Marktstraße 7 in der Soester Altstadt. Benannt ist es nach dem Hauszeichen am südlichen Giebel, dass ein Kalbsbein darstellt. Es war eines der ersten Gebäude, dass durch Luftangriffe der Alliierten getroffen wurde. In der Nacht vom 11. auf dem 12. Juni 1940 zerstörten britische Brandbomben das 1540 erbaute Fachwerkhaus in dem sich die Fleischerei Husemeyer befand. 1941 wurde das Kunstdenkmal Haus Kuhfuß im Rahmen von Goebbels Heimatschutzprogramm „im neuen Gewande“ wieder aufgebaut. Statt mit Aldegreverornamenten dekorierte man die Balkenfriese und Knaggen mit nationalsozialistischen Propagandaschnitzereien. So befindet sich unter anderem an der Straßenseite auf der mittleren Konsole des Balkenfrieses ein Hakenkreuz. Dieses wurde auch nach dem Krieg nicht entfernt. Als Dokument der Zeitgeschichte und Denkmalschutzgründen bleibt es erhalten. Dies macht das Haus Kuhfuß zu einem umstrittenen Baudenkmal.

## Geschichte und Architektur

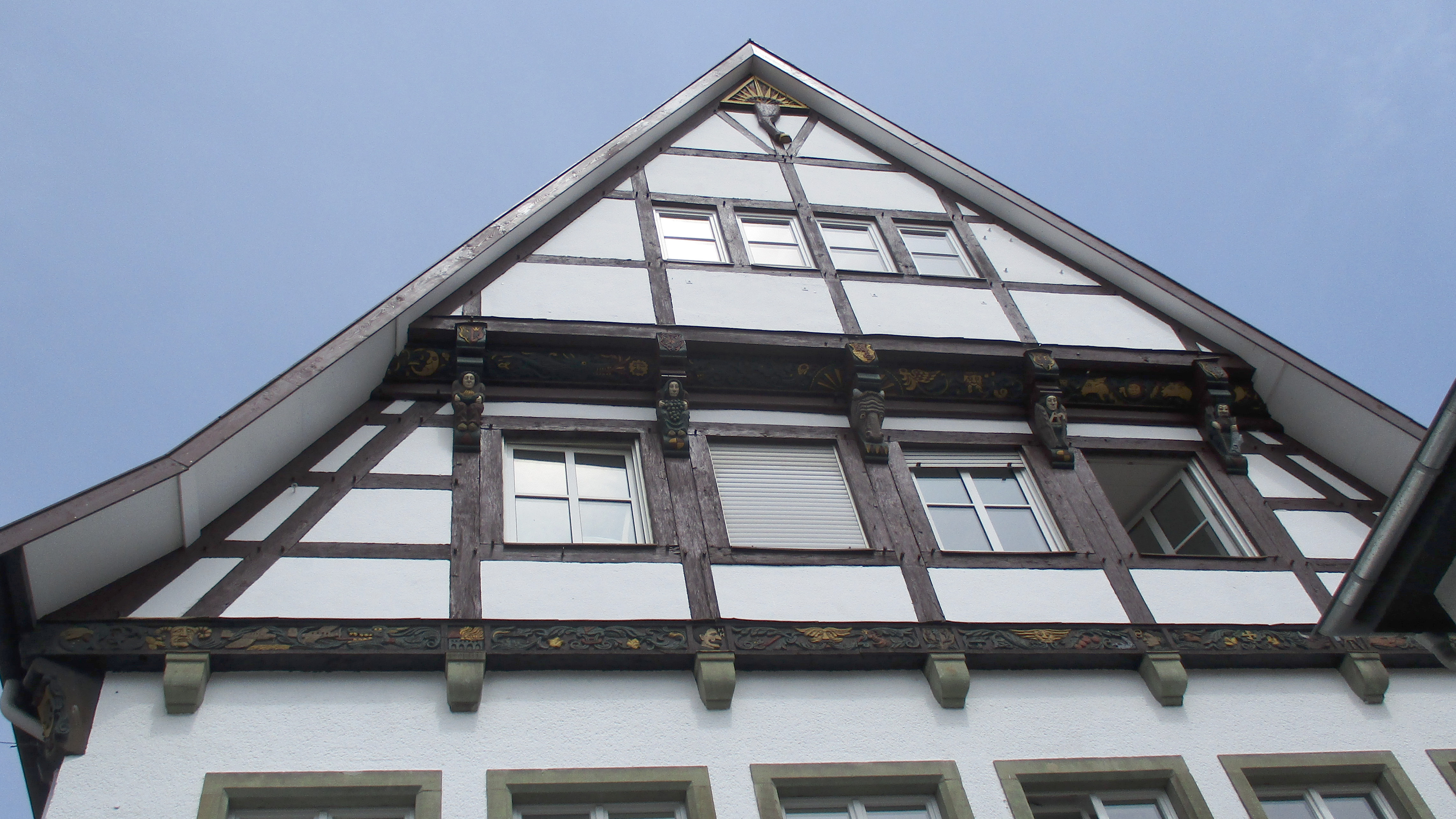
Giebelseite

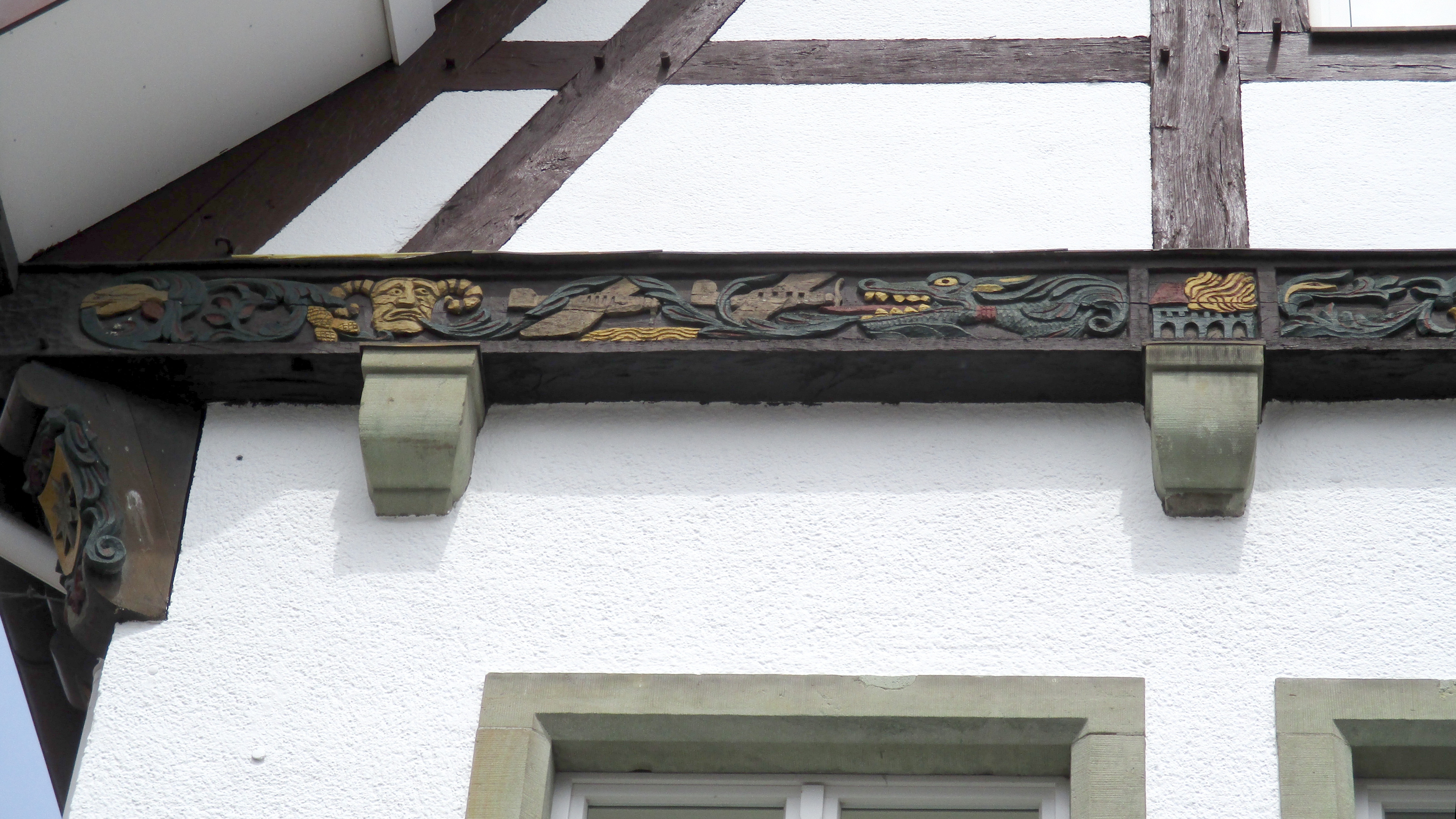
Zierbalken mit Propagandamotiv: Der neidgelbe Teufel Churchill schickt seine Kampfflugzeuge und wird vom Deutschen Drachen vernichtet.

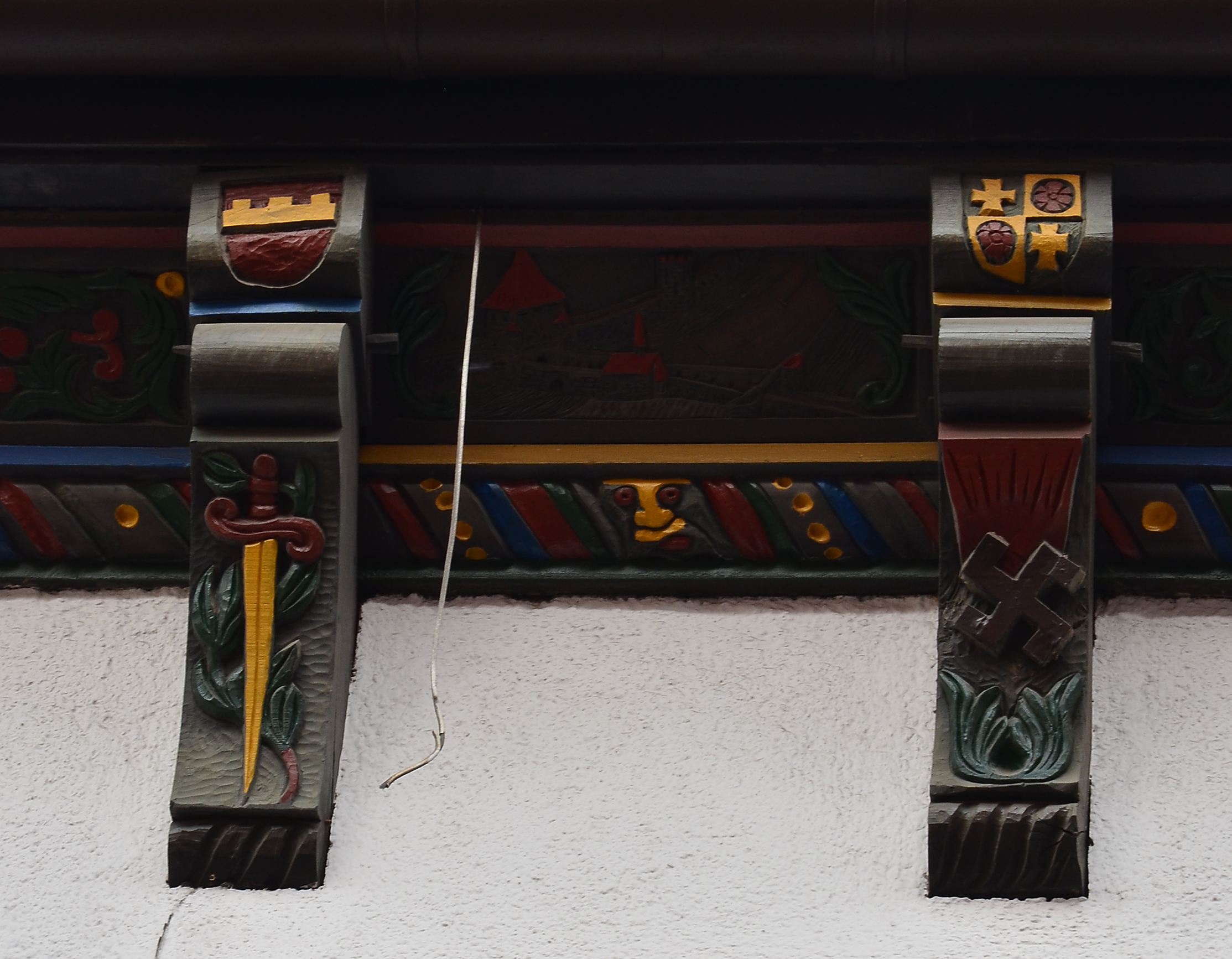
Zierbalken des Anstoßes mit Hakenkreuz

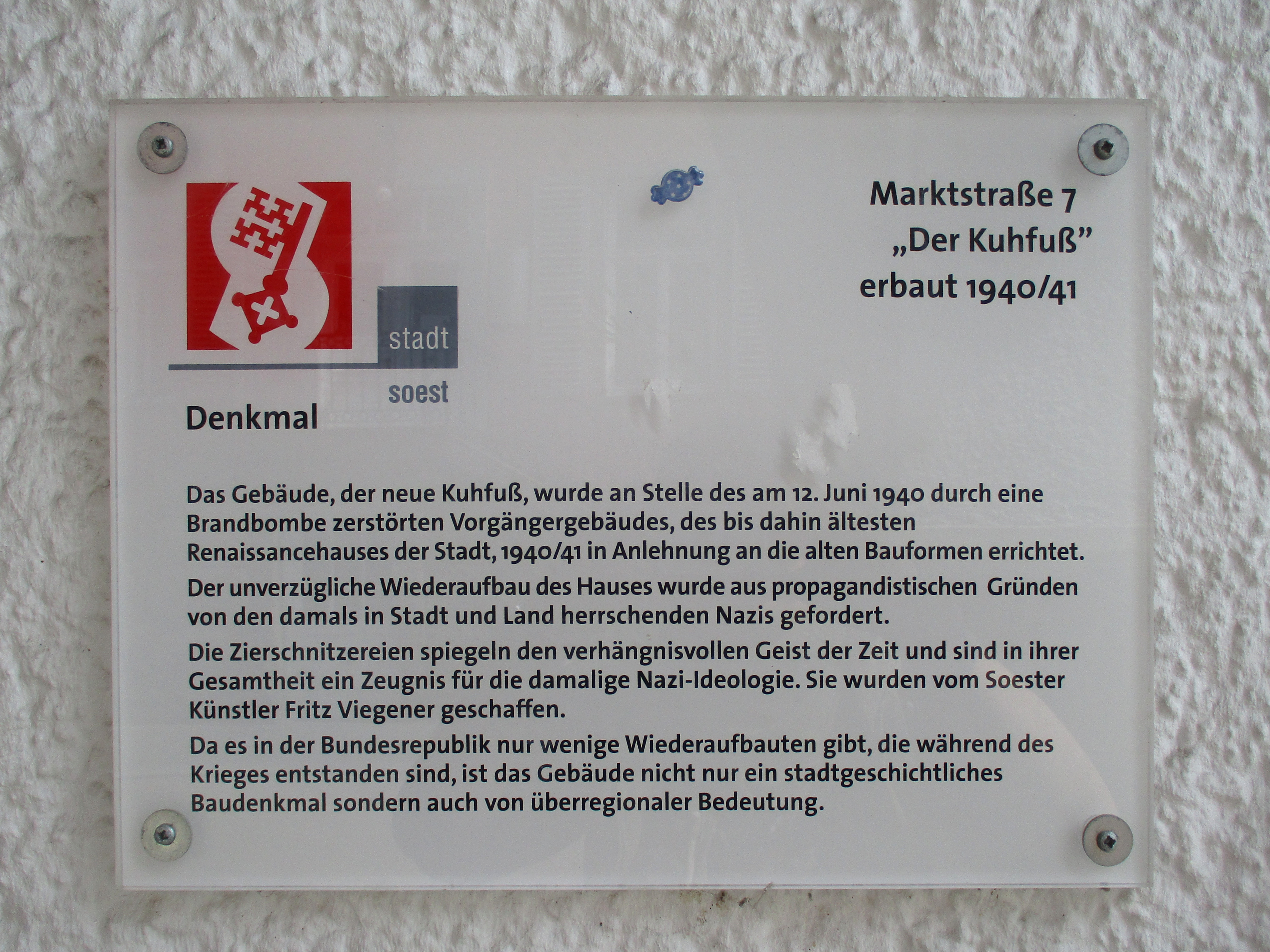
Infotafel am Gebäude

Der alte Name „Der Kuhfuß“ oder lateinisch „pes bovis“ ist schon seit dem 12. Jahrhundert für diese Wohnstelle überliefert. Das während des Zweiten Weltkriegs zerstörte Fachwerkhaus wurde laut Inschrift um 1540 von der reichen Bürgerfamilie Kickert errichtet. Das Renaissancegebäude war ein typisches Wohn- und Handelshaus des ausgehenden 16. Jahrhunderts in Soest mit einem Ladenbereich im Untergeschoss, Wohnbereichen im Obergeschoss und einem Speicher unter dem Dach. Der traufenständige Fachwerkbau hatte zur Straße hin eine steinerne, dielenhohe Erdgeschosswand, die als Laubengang ausgebildet war. Alle übrigen drei Seiten, die Innenseite des Laubengangs, sowie alle Wände der beiden oberen Etagen waren in Fachwerkbauweise. Zu Repräsentationszwecken und Wiedererkennung war es mit einem Hauszeichen im Giebel verziert. Zierschnitzereien und Ornamente an Balken und Knaggen zeugen vom Reichtum der Besitzer. Bis die Franzosen 1706 Gebäudenummern einführten, erleichterten Hausnamen und Hauszeichen das Auffinden der Adresse. Beim Kuhfuß war es ein strahlendes Gottesauge mit Kalbsbein. Im Häuserbuch von 1706 hat es die Nummer 1214.
1863 kaufte Heinrich Husemeyer das Haus und richtete dort eine Fleischerei ein. 150 Jahre unterhielt der Familienbetrieb dort sein traditionsreiches Fachgeschäft, bis es 2013 insolvent ging. Der Name Haus Husemeyer hat sich bis heute erhalten. In der Nacht vom 11. auf dem 12. Juni 1940 bombardierten britische Kampfflieger Soest. Dabei wurde das Haus getroffen und brannte bis auf die Grundmauern nieder. Da es die ersten Brandbomben auf eine deutsche Stadt waren, wurde dieser Vorfall nicht nur in der lokalen Presse berichtet, sondern zu landesweiten Propagandazwecken genutzt.
Zwischen 1940 und 1941 wurde das Haus zum Kuhfuß im Rahmen des nationalsozialistischen Heimatschutzprogramms wieder neu aufgebaut. Allerdings in leicht veränderter Form: Das Haus wurde zurückgesetzt um die Verkehrssituation an dieser Stelle zu entschärfen, eine Gedenktafel zur Erinnerung an die Bombardierung in die Hauswand eingelassen und statt Fächerrosetten und Zierornamenten nach Vorlagen des Soester Kupferstechers Heinrich Aldegrever wurden Balken und Knaggen mit symbolischen Propagandamotiven gestaltet. Sie stellen unter anderem „Wehrgedanke“, „Muttertum“ und „Opferbereitschaft“ dar und waren eine Auftragsarbeit des Möhneseer Künstlers Fritz Viegener. Am unteren Zierbalken auf der Südseite ist ein Motiv von Winston Churchill als gelbe Teufelsfratze, der seine Kampfflugzeuge aussendet, jedoch vom „Deutschen Drachen“ vernichtet wird. Sie symbolisiert, laut dem Schriftsteller Erwin Sylvanus, „… ein Dokument auch unseres Aufbauwillens gegen die kulturzerstörenden Kräfte Englands“.
Allerdings hielt sich Fritz Viegener nicht strikt an die Vorgaben der Behörden. Hier und da drückte er bei den Balkenverzierungen seinen Protest gegen das Regime aus. So findet man unter anderem die Figur des „Meckerers“, einen Januskopf und zahlreiche Tiere mit symbolischen Charakter, wie Eselsköpfe, Schlangen mit langen Zungen und einem Drachen, der die Sonne verschlingt. Die meisten Motive sind jedoch Szenen aus dem Alltags- und Arbeitsleben der Menschen und Wappen alter Soester Familien. Oben am Haus sind Tierkreiszeichen eingeschnitzt. Zwischen den Dachträgern finden sich Darstellungen von vier Soester Stadttoren. Auf der Nordseite ist oben im Giebel ein nordisches Wirbelrad. Auf der Südseite, der eigentlichen Schauseite des Gebäudes, findet sich im Giebel der Kuhfuß als Hauszeichen und in den Balken Motive zu Ehren der Familie Husemeyer und ihrem Metzgereibetrieb. Die beiden Hs am Herrenkopf stehen für „Heinrich Husemeyer“, seiner Frau ist das Porträt mit den Eheringen gewidmet.
Seit 5. November 1986 ist das Haus Husemeyer in die Denkmalliste der Stadt Soest eingetragen. Trotz zahlreicher Proteste aus der Bevölkerung wurde das eindeutige Nazisymbol nicht entfernt. Als 2004 das Haus Kuhfuß mitsamt Schnitzereien originalgetreu restauriert wurde und das Hakenkreuz wieder goldgelb erstrahlte, störte dies freilich um so mehr. So entschied man, es mit brauner Farbe zu übertünchen und brachte eine Infotafel über die baugeschichtliche Bedeutung des denkmalgeschützten Gebäudes an.
Die Fleischerei Husemeyer war noch bis in die 2000er im Erdgeschoss vorhanden. Sie wurde später durch eine andere Metzgerei ersetzt. Heute befindet sich in der ehemaligen Fleischerei ein asiatisches Restaurant.